# Diavlo
Diavlo (también conocida como The Devil's Child) es una película colombiana de terror de 2020 dirigida y escrita por David Bohórquez. Protagonizada por Fiona Horsey y María Camila Pérez, fue exhibida en la sección Marché fu Films del Festival de Cine de Cannes en 2020 y estrenada en mayo de 2021 en Estados Unidos y en octubre del mismo año en las salas de cine colombianas.

## Sinopsis
Cherry Holly es una joven enfermera estadounidense que es contratada por una familia adinerada para cuidar a un anciano enfermo. Con el paso de los días, Cherry empieza a detectar comportamientos extraños en el siniestro anciano, y se entera de que éste tiene el poder de la clarividencia, lo que desata una serie de eventos que podrían desencadenar en una tragedia.

## Reparto
- Fiona Horsey es Naomi
- María Camila Pérez es Cherry
- Germán Naranjo es Philip
- Juan Andrés Jiménez es Philip joven
- Marvens Paissano es Dwayne
- Francisca Estévez  es María